# خورشیدگرفتگی ۱۶ ژانویه ۲۰۵۶
خورشیدگرفتگی ۱۶ ژانویه ۲۰۵۶ (به انگلیسی: Solar eclipse of January 16, 2056) یک خورشیدگرفتگی از نوع خورشیدگرفتگی حلقه‌ای است. این خورشیدگرفتگی در تاریخ ۱۶ ژانویه ۲۰۵۶ میلادی (‎۲۶ دی ۱۴۳۴ خورشیدی) روی خواهد داد که زمان اوج آن، ساعت ۲۲:۱۶:۴۵ به‌وقت ساعت هماهنگ جهانی است. مدت زمان و طول این خورشیدگرفتگی ۲ دقیقه و ۵۲ ثانیه خواهد بود.